# Bundesautobahn 92
Die Bundesautobahn 92 (Abkürzung: BAB 92) – Kurzform: Autobahn 92 (Abkürzung: A 92) – verbindet München mit Deggendorf und ist 134 Kilometer lang. Zwischen dem Autobahnkreuz Neufahrn und dem Autobahndreieck Flughafen München hat sie drei Fahrstreifen, ansonsten zwei mit Standstreifen. Das Verkehrsleitsystem reicht in Richtung Deggendorf bis kurz vor der Ausfahrt zur Flughafentangente Ost.

## Verlauf
Die A 92 folgt im Wesentlichen dem Verlauf der unteren Isar, sodass an ihr die Isarstädte München, Freising, Moosburg, Landshut, Dingolfing, Landau und Plattling liegen. Sie ist momentan der wichtigste Verbindungsweg zwischen München und den ostmitteleuropäischen Ländern wie Tschechien, der Slowakei und Ungarn. Nach Fertigstellung der A 94 (München–Passau) wird sich ein Teil der Verkehrslast Richtung Osten auf diese Autobahn verlagern.

### FFH-Gebiete
Zwischen den Anschlussstellen Moosburg-Nord und Landshut-West quert die A 92 drei FFH-Gebiete:
- Klötzlmühlbach (DE 7438-372)
- Isarauen von Unterföhring bis Landshut (DE 7537-301)
- Naturschutzgebiet Vogelfreistätte Mittlere Isarstauseen (EU-Vogelschutzgebiet DE 7537-401)

### Gebietskörperschaften
- Bayern
  - Landkreis Deggendorf
  - Landkreis Dingolfing-Landau
  - Landkreis Landshut
  - Landkreis Erding
  - Landkreis Freising
  - Landkreis München

## Geschichte

### Planung und Bau

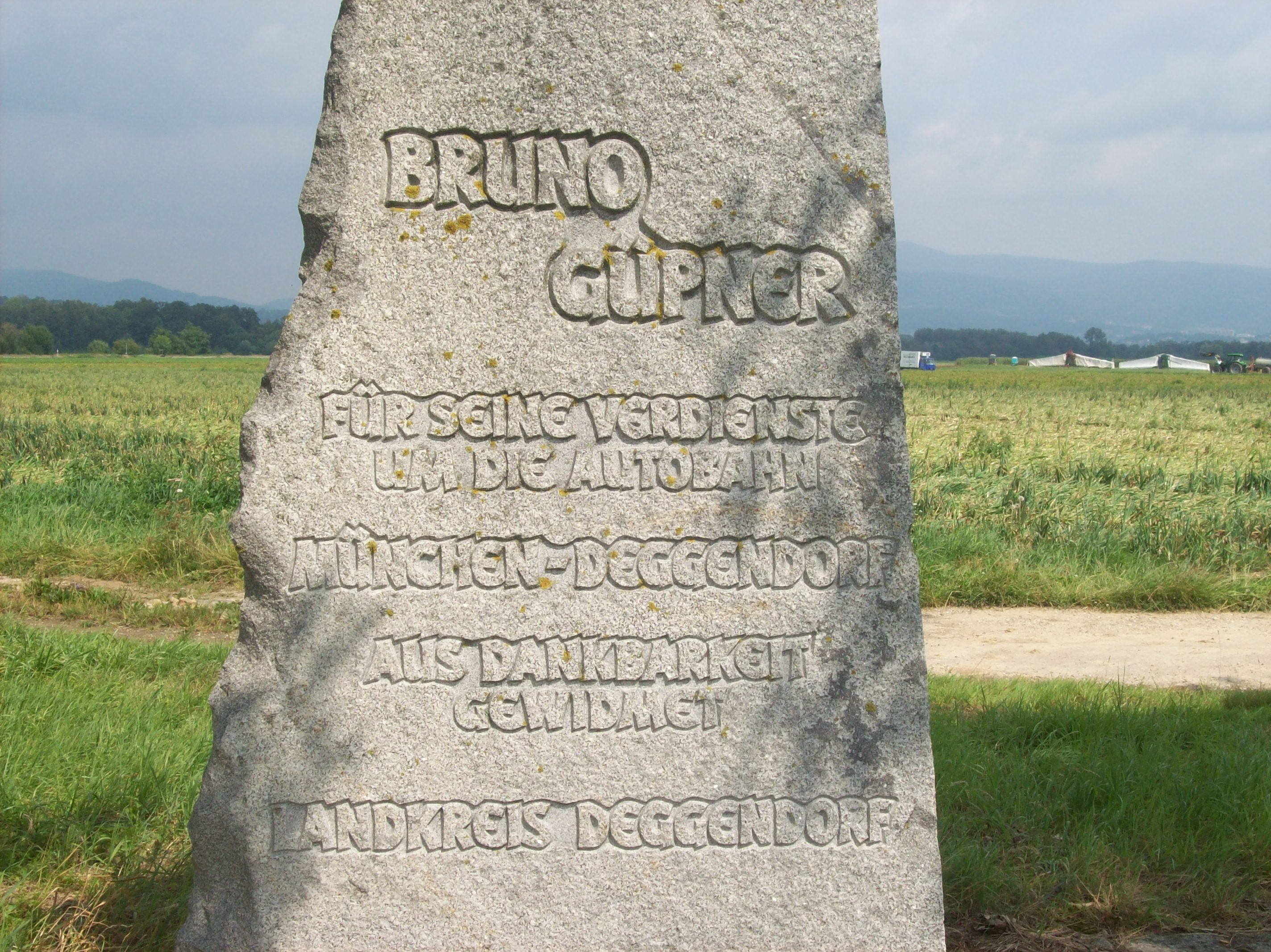
Gedenkstein Bruno Güpner für seine Verdienste um die A 92

Der in der Weimarer Republik entwickelte Vorentwurf zu einem Kraftwagenstraßennetz Deutschlands sah eine Verbindung zwischen München über Landshut nach Deggendorf nicht vor. Obwohl der Autobahnbau unter der Herrschaft der Nationalsozialisten vorangetrieben wurde und die Pläne eine zunehmende Netzdichte aufwiesen, war eine solche Strecke weiterhin nicht enthalten.
Das Gesetz über den Ausbauplan für die Bundesfernstraßen vom 27. Juli 1957 legte zwar keine Autobahnverbindung zwischen München und Deggendorf fest. Doch die B 11 von München über Landshut bis zur B 8 bei Plattling wurde in das so genannte Blaue Netz der auszubauenden Bundesstraßen aufgenommen. Begonnen wurde daher zunächst mit dem Bau von Ortsumgehungen im Zuge der B 11 zwischen Moosburg und Landshut sowie 1968 mit der Umgehung von Wallersdorf.

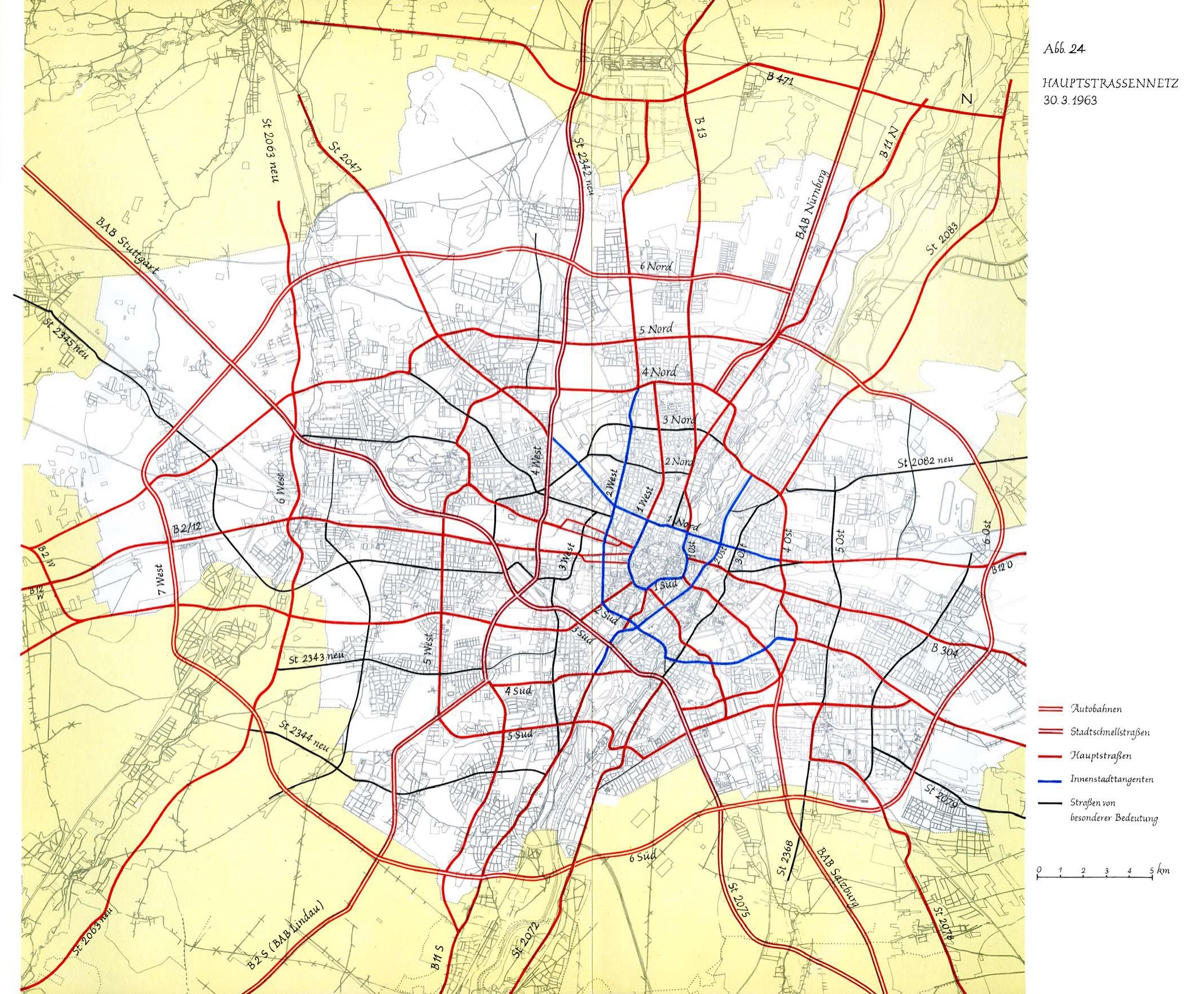
Planung von 1963 mit Führung durch den Münchner Westen zur heutigen A 95

In den 1960er Jahren entstand zudem die Planung, eine vierstreifige Staatsstraße 2342 unter Umgehung von Oberschleißheim über das heutige Dreieck München-Feldmoching hinaus im Sinne einer autogerechten Stadt bis zur Landshuter Allee in München zu verlängern, wo sie Anschluss an die Münchner Stadtautobahn finden sollte. Diese Planung wurde aber später zurückgestellt und nicht verwirklicht.
Im Zusammenhang mit der Aufstellung des zweiten Ausbauplans, der in das am 30. Juni 1971 verabschiedete Gesetz über den Ausbau der Bundesfernstraßen in den Jahren 1971 bis 1985 mündete, war ab März 1969 der Bau einer Autobahn zwischen München und Deggendorf vorgenommen. Im Oktober 1969 wurde das Raumordnungsverfahren für die gesamte Strecke beantragt, das im Januar 1971 abgeschlossen werden konnte. Im Mai 1971 wurde die Linie durch den Bundesverkehrsminister bestimmt. Der Bedarfsplan des Gesetzes über den Ausbau der Bundesfernstraßen in den Jahren 1971 bis 1985 enthielt folgende Maßnahmen:
| Kurzform | Abschnitt                                                                 | geplante Maßnahme                                                                                          | Dringlichkeitsstufe                            |
| -------- | ------------------------------------------------------------------------- | --- | ---------------------------------------------- |
| A 120    | Autobahndreieck mit der A 99 bei München-Feldmoching – AS Altdorf (B 299) | vierstreifiger Neubau                                                                                      | I                                              |
| A 120    | AS Altdorf (B 299) – westlich Plattling                                   | vierstreifiger Neubau                                                                                      | 1. Fahrbahn: I; 2. Fahrbahn: II                |
| A 120    | Wallersdorf – AK südlich Deggendorf (Autobahn Regensburg – Passau)        | vierstreifiger Neubau; Weiterführung ab AK südlich Deggendorf nach Deggendorf-Mitte als zweistreifige B 11 | laufendes Vorhaben; Weiterführung der B 11: II |

Nicht enthalten war die Verbindung vom Dreieck München-Feldmoching bis zum Olympiastadion.
Die 1971 bestimmte Trasse der A 120 sollte ortsnah an Landshut geführt werden. Sie war südlich Münchnerau und südlich Altdorf geplant. Die Auswirkungen auf ein Wasserschutzgebiet, der notwendige Lärmschutz, der zwischen Altdorf und Landshut den Bau eines ein Kilometer langen Tunnels erfordert hätte, und die Beeinträchtigung der städtebaulichen Entwicklung der angrenzenden Orte führten dazu, dass die Trasse zugunsten der heute realisierten Variante nordwestlich Münchnerau, nördlich Eugenbach und nördlich Altdorf im September 1974 aufgegeben wurde.
Noch unter der Geltung des Bedarfsplans des Gesetzes über den Ausbau der Bundesfernstraßen in den Jahren 1971 bis 1985 wurde jedoch eine neue Nummerierung und Struktur des Autobahnnetzes 1974 vorgenommen. Die A 92 erhielt eine gegenüber der bisherigen A 120 abweichende Linienführung. Sie sollte östlich von Unterföhring vom Münchner Autobahnring abzweigen und Ismaning östlich umgehen, die B 388 östlich Ismaning-Fischerhäuser kreuzen, östlich Hallbergmoos-Erching sowie westlich Hallbergmoos vorbeiführen und beim heutigen Flughafenzubringer an die vom Dreieck Feldmoching über Kreuz Neufahrn führende, ebenfalls geplante Autobahn anknüpfen.
Mit dem Gesetz zur Änderung des Gesetzes über den Ausbau der Bundesfernstraßen in den Jahren 1971 bis 1985 vom 5. August 1976 ergaben sich folgende Maßnahmen:
| Kurzform | Abschnitt                                        | geplante Maßnahme     | Dringlichkeitsstufe                                     |
| -------- | ------------------------------------------------ | --------------------- | ------------------------------------------------------- |
| A 922    | AD München-Feldmoching – AS Oberschleißheim      | vierstreifiger Neubau | laufendes Vorhaben                                      |
| A 922    | AS Oberschleißheim – AK Neufahrn                 | vierstreifiger Neubau | 1. Fahrbahn: Ib; 2. Fahrbahn: möglicher weiterer Bedarf |
| A 922    | AK Neufahrn – AD bei Hallbergmoos                | vierstreifiger Neubau | laufendes Vorhaben                                      |
| A 92     | AD bei Unterföhring (A 99) – AD bei Hallbergmoos | vierstreifiger Neubau | Ib                                                      |
| A 92     | AD bei Hallbergmoos – AS Freising-Ost            | vierstreifiger Neubau | laufendes Vorhaben                                      |
| A 92     | AS Freising-Ost – AS Landshut/Essenbach          | vierstreifiger Neubau | Ia                                                      |
| A 92     | AS Landshut/Essenbach – AS Wallersdorf-West      | vierstreifiger Neubau | 1. Fahrbahn: Ib; 2. Fahrbahn: möglicher weiterer Bedarf |
| A 92     | AS Plattling-West – AK Deggendorf                | vierstreifiger Neubau | laufendes Vorhaben                                      |
| B 11     | AK Deggendorf – Deggendorf-Mitte                 | zweistreifiger Neubau | möglicher weiterer Bedarf                               |

Das Zweite Gesetz zur Änderung des Gesetzes über den Ausbau der Bundesfernstraßen in den Jahren 1971 bis 1985 vom 25. August 1980 brachte für die A 92 Veränderungen mit sich. Die Anbindung der Autobahn an den Münchner Autobahnring wurde nunmehr auf das Dreieck Feldmoching endgültig festgesetzt. Die bisherige Spange zwischen Unterföhring bzw. Ismaning nach Hallbergmoos erhielt die Nummer 921. Folgende Maßnahmen waren enthalten:
| Kurzform | Abschnitt                                        | geplante Maßnahme     | Dringlichkeitsstufe |
| -------- | ------------------------------------------------ | --------------------- | ------------------- |
| A 921    | AD bei Unterföhring (A 99) – AD bei Hallbergmoos | vierstreifiger Neubau | II                  |
| A 92     | AS Freising-Ost – AS Moosburg-Nord               | vierstreifiger Neubau | I                   |
| A 92     | AS Moosburg-Nord – AS Landshut/Essenbach         | vierstreifiger Neubau | laufendes Vorhaben  |
| A 92     | AS Landshut/Essenbach – AS Wallersdorf-West      | vierstreifiger Neubau | I                   |
| A 92     | AK Deggendorf – AS Deggendorf-Mitte              | vierstreifiger Neubau | I                   |
| B 11     | AS Deggendorf-Mitte – Deggendorf-Nord            | zweistreifiger Neubau | I                   |

Die Strecke vom Dreieck München-Feldmoching bis zum Olympiastadion war erneut nicht vorgesehen.
Das Dritte Gesetz zur Änderung des Fernstraßenausbaugesetzes vom 21. April 1986 sah folgendes vor:
| Kurzform | Abschnitt                                        | geplante Maßnahme     | Dringlichkeitsstufe   |
| -------- | ------------------------------------------------ | --------------------- | --------------------- |
| A 921    | AD bei Unterföhring (A 99) – AD bei Hallbergmoos | vierstreifiger Neubau | weitere Planungen     |
| A 92     | AS Freising-Ost – AS Moosburg-Nord               | vierstreifiger Neubau | laufendes Vorhaben    |
| A 92     | AS Landshut/Essenbach – AS Dingolfing-Mitte      | vierstreifiger Neubau | laufendes Vorhaben    |
| A 92     | AS Dingolfing-Mitte – AS Wallersdorf-West        | vierstreifiger Neubau | vordringlicher Bedarf |
| A 92     | AK Deggendorf – AS Deggendorf-Mitte              | vierstreifiger Neubau | laufendes Vorhaben    |
| B 11     | AS Deggendorf-Mitte – Deggendorf-Nord            | zweistreifiger Neubau | laufendes Vorhaben    |

Die Verbindung zwischen dem AD München-Feldmoching zum Olympiastadion war erneut nicht enthalten.
Das letzte größere Teilstück zwischen Dingolfing und Wallersdorf, 21 Kilometer lang, wurde 1988 fertiggestellt.
1991 war der Bau der A 92 abgeschlossen. Das Vierte Gesetz zur Änderung des Fernstraßenausbaugesetzes vom 15. November 1993 beinhaltete lediglich bei Deggendorf noch ein laufendes Vorhaben im Zuge der B 11 in Deggendorf (vierstreifiger Aus- und Neubau). Die A 921 war gestrichen worden. An ihre Stelle trat lediglich der zweistreifige Neubau der B 301 zwischen Hallbergmoos und Ismaning im vordringlichen Bedarf. Das Fünfte Gesetz zur Änderung des Fernstraßenausbaugesetzes vom 4. Oktober 2004 umfasste keine weiteren Planungen zur A 92. Allerdings war zwischen dem AK Neufahrn und AS Freising-Süd der sechsstreifige Ausbau als laufendes Vorhaben enthalten. Der zweistreifige Neubau der B 301 zwischen Hallbergmoos und Ismaning im vordringlichen Bedarf war weiterhin geplant.
Eine Weiterführung der A 92 von Deggendorf zur deutsch-tschechischen Grenze fand sich in keinem der bisherigen Bedarfspläne des Fernstraßenausbaugesetzes.

### Liste der Verkehrsfreigaben
Die einzelnen Teilabschnitte der A 92 wurden wie folgt freigegeben:
- 1972: AS Wallersdorf-West – AS Plattling-West: 10,7 km
- 1978: AD Feldmoching – AS Oberschleißheim: 2,8 km
- 1978: AK Neufahrn – AS Freising-Süd: 5,8 km
- 1978: AS Freising-Süd – AS Freising-Ost: 9,6 km
- 1978: AS Plattling-West – AK Deggendorf: 10,1 km
- 1980: AS Oberschleißheim – AK Neufahrn: 9,8 km
- 1984: AS Moosburg-Nord – AS Landshut/Essenbach: 20,4 km
- 1987: AS Freising-Ost – AS Moosburg-Nord: 20,2 km
- 1987: AS Landshut/Essenbach – AS Dingolfing-Mitte: 22,5 km
- 1988: AS Dingolfing-Mitte – AS Wallersdorf-West: 21,3 km
- 1991: AK Deggendorf – AS Deggendorf-Mitte: 1,4 km

### Sperre wegen Hochwasser im Juni 2013
Die A 3 zwischen Deggendorf und Hengersberg sowie die A 92 zwischen Deggendorf und Plattling wurden wegen eines Dammbruchs am 4. Juni 2013 im Zuge des Hochwassers in Mitteleuropa jeweils in beiden Fahrtrichtungen gesperrt.

### Neubau der Anschlussstelle Dingolfing-Höfen

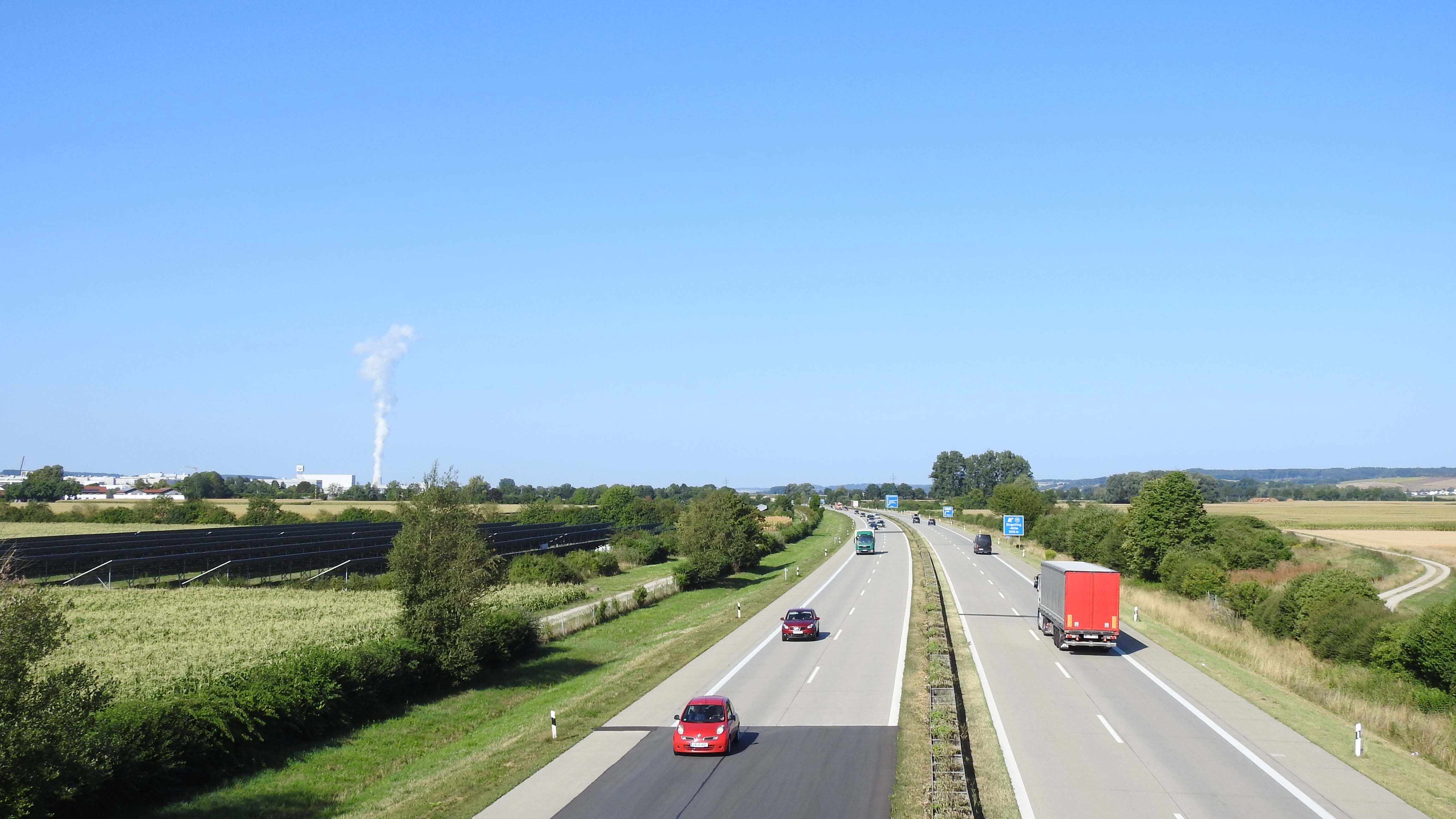
BAB 92 nördlich von Dingolfing Richtung Westen

Am 27. Juni 2013 erfolgte der Planfeststellungsbeschluss für den Neubau der Autobahnanschlussstelle Dingolfing-Höfen bei Betriebskilometer km 88,311 an der Kreisstraße DGF16. Die zusätzliche Anschlussstelle soll in erster Linie das BMW-Werk an die Autobahn anschließen, als auch die umliegenden Dörfer. Baubeginn für die Errichtung der neuen Anschlussstelle war am 1. August 2014. Im Dezember 2014 wurde die neue Anschlussstelle schließlich für den Verkehr freigegeben, jedoch statt Dingolfing-Höfen nun mit dem Namen Dingolfing-West, welchen jedoch zuvor schon eine andere Anschlussstelle trug. Die bisherige Anschlussstelle Dingolfing-West wurde infolgedessen in Dingolfing-Mitte umbenannt.

### Kreuz Landshut

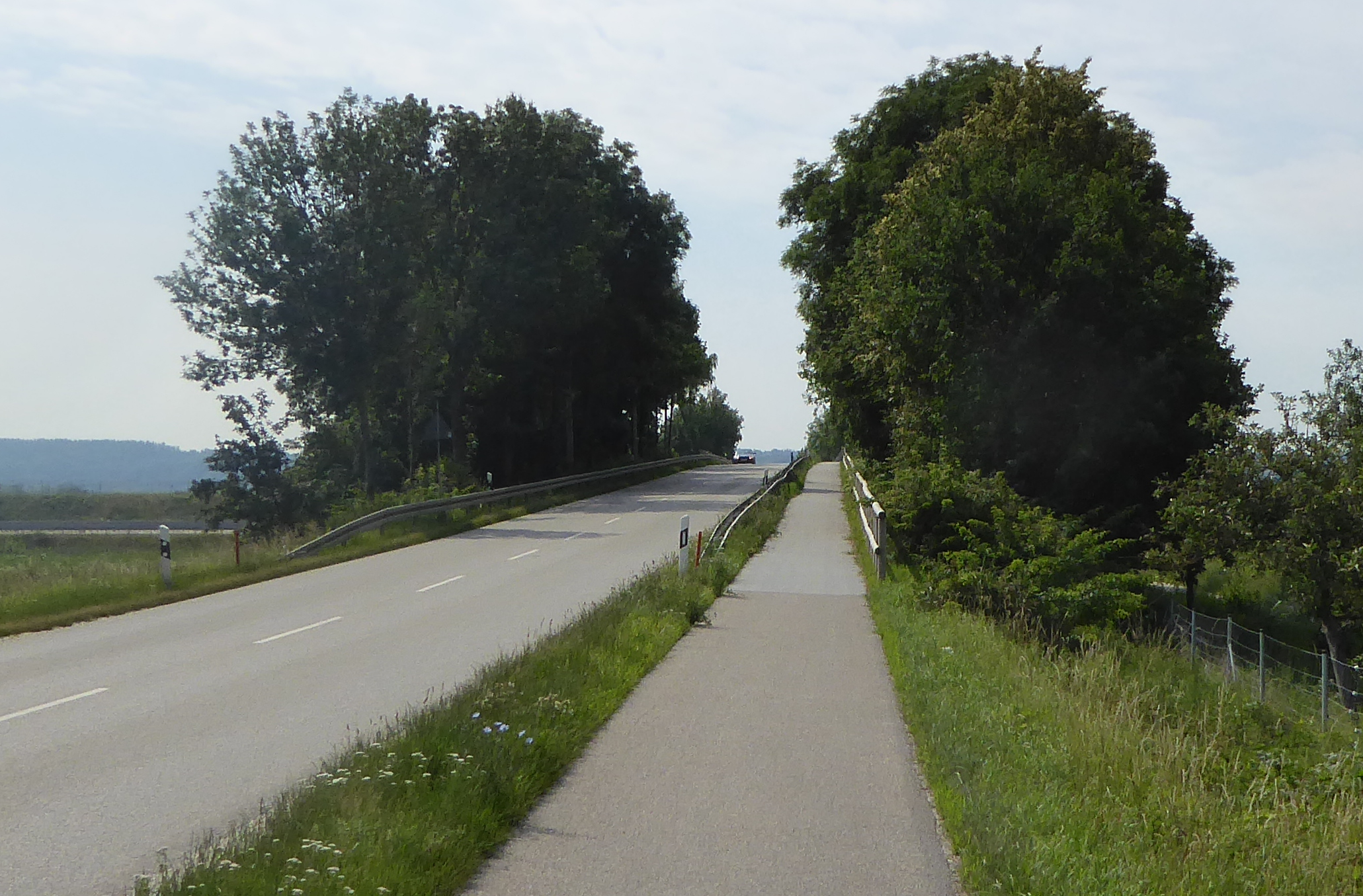
Verbindungsstraße LA 7 zwischen Essenbach und Ohu mit Blick in Richtung Ohu auf den Übergang über die A 92, mittels der die B 15neu an die A 92 provisorisch angeschlossen wurde

Mit Rodungsarbeiten begannen Ende November 2014 die Arbeiten am Autobahnkreuz Landshut, durch das die Bundesstraße 15n an die A 92 angebunden ist. Die B 15n wurde dabei mittels einer Grundwasserwanne unter der A 92 hindurchgeführt, deren Errichtung 2016 startete. War die Fertigstellung des Kreuzes zunächst für das Jahr 2019 vorgesehen, so verzögerte sich die Inbetriebnahme aufgrund eines Rechtsstreit mit der zunächst bauausführenden Firma, der im September 2018 von der Autobahndirektion Südbayern außerordentlich gekündigt wurde.
Da ein unmittelbarer Anschluss der Bundesstraße 15n deshalb noch nicht möglich war, wurde eine indirekte Anbindung über die LA 7 eingerichtet. Der Verkehr von der A 92 wurde dabei auf die LA 7 umgeleitet und an die nordöstlich gelegene Ausfahrt der B 15n angebunden. Im Juli 2018 wurde zwischen dem Landkreis Landshut und dem Freistaat Bayern vereinbart, dass die Autobahndirektion Südbayern die Kosten hierfür übernimmt. Die Kreisstraße wurde von 6 m auf 6,5 m Breite erweitert. Außerdem wurde eine Ampelanlage an der LA 7 erstellt. Die Kosten auf Landkreisseite für einen 900 m langen Abschnitt bei Ohu wurden auf 50.000 Euro veranschlagt. Am 1. März 2019 wurde die Ausschreibung für die entsprechenden Baumaßnahmen, die zwischen dem 3. Juni und 2. August 2019 ausgeführt wurden, gestartet. Im Zuge der provisorischen Anbindung wurde zwischen Juli und Oktober 2019 auch eine Fahrbahn-Deckensanierung der A 92 im Bereich des Kreuzes Landshut bei Ohu durchgeführt. Am 15. Dezember 2023 wurde das Kreuz schließlich dem Verkehr übergeben.

## Verkehrsaufkommen
Das durchschnittliche tägliche Verkehrsaufkommen entwickelte sich zwischen 2005 und 2019 nach den Messungen an den automatischen Zählstellen wie folgt:
| Zählstelle                        | Kfz-Verkehr/Tag 2005 | Kfz-Verkehr/Tag 2010 | Kfz-Verkehr/Tag 2015 | Kfz-Verkehr/Tag 2019 |
| --------------------------------- | -------------------- | -------------------- | -------------------- | -------------------- |
| AD München-Feldmoching (N) (9217) | ---                  | 53.529               | 58.930               | 61.652               |
| Oberschleißheim (O) (9006)        | 54.609               | 56.667               | 61.786               | 63.665               |
| AK Neufahrn (W) (9015)            | 58.790               | 62.571               | ---                  | 72.590               |
| AK Neufahrn (O) (9007)            | 72.583               | 92.694               | 101.531              | 102.770              |
| AS/AD Flughafen München (9185)    | ---                  | ---                  | 98.213               | ---                  |
| AS Freising Mitte (9182)          | ---                  | ---                  | 50.214               | 49.174               |
| AS Freising Ost (9183)            | ---                  | ---                  | 49.698               | ---                  |
| AS Erding (9184)                  | ---                  | ---                  | 39.203               | ---                  |
| Altdorf (O) (9017)                | 36.441               | 38.541               | 41.496               | 44.610               |
| Landau a. d. Isar (W) (9019)      | 26.131               | 27.533               | 31.798               | 34.707               |

Der Schwerlastverkehr auf der A 92 betrug an den Dauerzählstellen zwischen 2005 und 2019:
| Zählstelle                        | Schwerlastverkehr/Tag 2005 | Schwerlastverkehr/Tag 2010 | Schwerlastverkehr/Tag 2015 | Schwerlastverkehr/Tag 2019 |
| --------------------------------- | -------------------------- | -------------------------- | -------------------------- | -------------------------- |
| AD München-Feldmoching (N) (9217) | ---                        | 4.824                      | 5.329                      | 5.911                      |
| Oberschleißheim (O) (9006)        | 5.538                      | 5.678                      | 6.443                      | 7.298                      |
| AK Neufahrn (W) (9015)            | 6.035                      | 6.630                      | ---                        | ---                        |
| AK Neufahrn (O) (9007)            | 6.181                      | 7.199                      | 8.089                      | ---                        |
| AS/AD Flughafen München (9185)    | ---                        | ---                        | 8.815                      | ---                        |
| AS Freising Mitte (9182)          | ---                        | ---                        | 5.189                      | ---                        |
| AS Freising Ost (9183)            | ---                        | ---                        | 6.653                      | ---                        |
| AS Erding (9184)                  | ---                        | ---                        | 4.346                      | ---                        |
| Altdorf (O) (9017)                | 4.206                      | 4.652                      | 5.266                      | 5.924                      |
| Landau a. d. Isar (W) (9019)      | 3.182                      | 3.496                      | 4.442                      | 5.315                      |

Das höchste Verkehrsaufkommen entlang der A 92 ist zwischen dem Autobahnkreuz Neufahrn und dem Dreieck Flughafen München festzustellen. Dort stieg das durchschnittliche tägliche Verkehrsaufkommen von 2005 bis 2019 um 30.000 auf bis zu 102.770 Fahrzeuge.
Stark belastet ist auch die Strecke zwischen Kreuz Neufahrn und Dreieck München-Feldmoching. Bis zu 72.590 Fahrzeuge wurden hier 2019 gemessen. Ebenso war 2019 der Abschnitt zwischen dem Dreieck Flughafen und Freising-Ost von bis zu 49.698 Fahrzeugen täglich frequentiert.
Auf dem Teilstück zwischen Landshut/Essenbach und Plattling-Nord weist die A 92 demgegenüber ein deutlich geringeres Verkehrsaufkommen auf, das jedoch zwischen 2005 und 2019 um etwa 10.000 Fahrzeuge täglich auf bis zu 34.707 bei Landau an der Isar zugenommen hat.

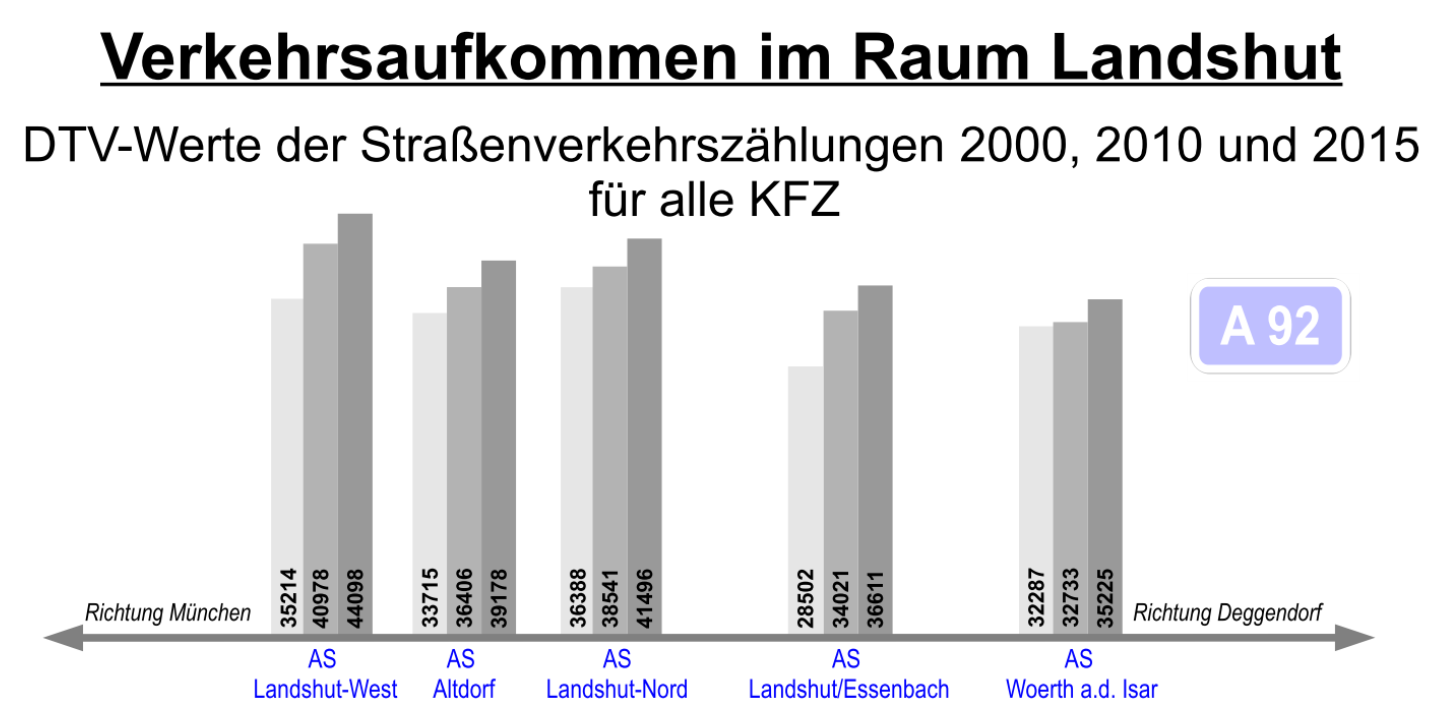
Verkehrsaufkommen auf der A 92 im Raum Landshut (DTV-Werte bezogen auf Kfz für die Jahre 2005, 2010 und 2015)

Nach dem Anschluss der B 15neu an die A 92 wird im Raum Landshut eine weitere Zunahme des Verkehrs auf der A 92 erwartet. Gemäß Verkehrszählung 2010 wurde die A 92 im Bereich Landshut/Essenbach von 32.700 bis 34.000 Fahrzeugen täglich befahren, zwischen Landshut Nord und Landshut West verkehrten zwischen 38.500 und 36.400 Fahrzeuge und im weiteren Verlauf zwischen Landshut West und Moosburg Nord etwa 41.000 Fahrzeuge pro Tag. Bis 2015 hatte der Verkehr in diesen Streckenabschnitten bereits um etwa 8 Prozent auf 35.200 und 36.600, 41.500 und 39.200 sowie 44.100 Fahrzeuge pro Tag zugenommen.
Der Anteil des Schwerverkehrs auf der A 92 lag 2015 zwischen 6 und 14 Prozent.

## Ausbau

### Bundesverkehrswegeplan 2030 und Fernstraßenausbaugesetz
Sowohl der Bundesverkehrswegeplan 2030 als auch das Sechste Gesetz zur Änderung des Fernstraßenausbaugesetzes vom 23. Dezember 2016 sehen folgendes vor:
| Kurzform | Abschnitt                            | geplante Maßnahme                    | Einstufung                               |
| -------- | ------------------------------------ | ------------------------------------ | ---------------------------------------- |
| BY A 092 | AD München-Feldmoching – AK Neufahrn | Erweiterung von 4 auf 6 Fahrstreifen | Weiterer Bedarf mit Planungsrecht        |
| BY A 092 | AK Neufahrn – AD Flughafen-München   | Erweiterung von 6 auf 8 Fahrstreifen | Vordringlicher Bedarf/Engpassbeseitigung |

### München – Deggendorf / Autobahndreieck München-Feldmoching – AK Neufahrn
Auf der 11,475 km langen Strecke zwischen dem Autobahndreieck München-Feldmoching und dem Autobahnkreuz Neufahrn wird der sechsspurige Ausbau vorbereitet. Die Planung sieht vor, beim Autobahndreieck München-Feldmoching bis Baukilometer 4 + 800 den überbreiten Mittelstreifen zu nutzen, um die Fahrbahn nach innen zu verbreitern, und dann ab Baukilometer 5 + 200 die Fahrbahn beidseitig nach außen zu erweitern. Die Unterlagen zum Planfeststellungsverfahren lagen in den Gemeinden Eching, Oberschleißheim, Haimhausen und Bergkirchen sowie der Stadt Unterschleißheim zu unterschiedlichen Zeiträumen von Ende September bis Mitte November 2014 zur Einsichtnahme aus. Mitte 2020 lagen die Pläne in überarbeiteter Fassung erneut aus. 2024 sollte der Bau starten, für den 2022 bereits Ausgaben in Höhe von 400 Millionen Euro veranschlagt wurden.

### München – Deggendorf / AK Neufahrn – AD Flughafen München
Das Projekt des achtstreifigen Ausbaus zwischen AK Neufahrn und dem AD Flughafen München ist Bestandteil vom Gesetz zur Beschleunigung von Genehmigungsverfahren im Verkehrsbereich und zur Umsetzung der Richtlinie (EU) 2021/1187 über die Straffung von Maßnahmen zur rascheren Verwirklichung des transeuropäischen Verkehrsnetzes vom 22. Dezember 2023.

### Landshut – Deggendorf / Anschlussstelle Plattling-Mitte
Für die Herstellung einer Ortsumgehung der Stadt Plattling soll zwischen den Anschlussstellen Plattling-West und Plattling-Nord eine neue Anschlussstelle Plattling-Mitte entstehen. Das Bauprojekt ist seit 2019 planfestgestellt. Nachdem 2022 der Bau beginnen sollte, veranlasste die Autobahn GmbH des Bundes aufgrund erheblich gestiegener Baukosten eine Wirtschaftlichkeitsuntersuchung. Eine Entscheidung steht weiterhin aus.

### Weitere Ausbauforderungen
Wegen des im Zuge des Anschlusses der B 15neu an die A 92 erwarteten Anstiegs des Verkehrs auf der A 92 im Raum Landshut wurde auch mit einer Zunahme des Verkehrslärms gerechnet. 2017 wurden daher von politischer Seite entsprechende Lärmschutzmaßnahmen gefordert. Daneben wurden seit Dezember 2018 wegen des kontinuierlich steigenden Verkehrsaufkommens verstärkt Forderungen nach einem Ausbau der A 92 im Raum Landshut laut. Ein solcher sechsstreifiger Ausbau zwischen dem Autobahnkreuz mit der B 15neu bei Essenbach in Richtung Moosburg an der Isar war bereits 2015 auf dem sogenannten Dialogforum Ost-Süd-Umfahrung Landshut im Zuge der B 15neu im Rahmen verschiedener Versatzlösungen diskutiert worden.

## Erhaltungsmaßnahmen
Mit Stand vom 24. Juni 2015 gab es bei der Autobahndirektion Südbayern 98 gelistete gefährliche Stellen auf der A 92.

### Hitzeschäden
Die seit ihrer Errichtung nicht sanierte Betonfahrbahn der A 92 war besonders durch Hitzeschäden, so genannte „Blow-ups“ gefährdet. Ab 28 °C wurde vor diesem Risiko daher gewarnt und ab 30 °C die Höchstgeschwindigkeit auf 80 km/h beschränkt. Um die „Blow-up“-Gefahr zu reduzieren, begannen 2015 Sicherungsmaßnahmen an der Fahrbahn. So wurden zwischen Feldmoching und Dingolfing-Ost im Abstand von 400 Metern Dehnfugen geschnitten und mit Asphalt verfüllt. Diese sind etwa einen Meter breit. Bei Hitze dehnt sich der Asphalt aus und muss dann abgefräst werden. Alternativ zu den Dehnfugen wurde bei Neufahrn ein neuartiger Dehnbeton getestet. Die Kosten beliefen sich hierfür im Jahr 2015 auf etwa 4 Millionen Euro. Die Kosten für die 2016 ausgeführten Nacharbeiten wurden auf 6 Millionen Euro beziffert. Bis Mai 2016 wurde der Abschnitt München–Landshut nachgearbeitet. Bereits im Juli 2016 waren die Arbeiten vollständig zwischen München und Deggendorf abgeschlossen. Damit konnte dann auf weitere Geschwindigkeitsbegrenzungen wegen „Blow-ups“ verzichtet werden.

### Generalsanierung
Die A 92 war vergleichbar zur A 3 mit einer Betondicke von 22 Zentimetern gebaut worden. Der Verschleiß der Fahrbahndecke sowie die Gefahr durch sogenannte Blow-ups erfordern eine grundhafte Sanierung der A 92. Mitte Januar 2016 teilte das Staatsministerium des Inneren, für Bau und Verkehr mit, dass der Bund die entsprechenden Mittel in Höhe von rund 400 Millionen Euro (das entspricht sechs Millionen Euro pro Kilometer) für die Sanierung der A 92 in Aussicht gestellt hat, so dass die Sanierung eines ersten Abschnitts zwischen den Anschlussstellen Erding und Moosburg-Süd schon ab 2017 begonnen werden kann. Insgesamt soll die A 92 auf einer Gesamtlänge von 75 km erneuert werden.

#### Abschnitt zwischen Erding und Moosburg-Süd
Von Januar bis Oktober 2017 fanden die Bauarbeiten im 6,2 Kilometer langen Abschnitt zwischen Erding und Moosburg-Süd statt. Die Baukosten betrugen etwa 20 Millionen Euro.

#### Abschnitt zwischen Moosburg-Süd und Moosburg-Nord/Isarbrücke
2018 folgte dann der Abschnitt zwischen Moosburg-Süd und Moosburg-Nord bzw. der Isarbrücke. Die 7,5 Kilometer lange Strecke kostete rund 27 Millionen Euro.

#### Abschnitt zwischen Freising-Ost und Erding
Die Erneuerungsarbeiten in dem 9 Kilometer langen Abschnitt zwischen Freising-Ost und Erding fanden 2019 statt. Sie kosteten 30 Millionen Euro. Dabei wurden 27 Unter- und Überführungen saniert.

#### Abschnitt zwischen Moosburg-Nord und Landshut-West
Im Februar 2019 wurde das Planfeststellungsverfahren für diesen Abschnitt eröffnet. Die Sanierungsarbeiten für die 6,141 km lange Strecke begannen 2021. Dabei wurden die Betonplatten durch einen neuen Unterbau sowie eine lärmmindernde Asphaltdecke ersetzt und die Fahrbahn von 11 auf 12 Meter verbreitert, womit eine Anpassung vom bisherigen Regelquerschnitt RQ 29 auf RQ 31 erfolgte. Die zunächst verwendete Asphaltmischung stellte sich jedoch als minderwertig heraus. Dadurch mussten die Arbeiten unterbrochen und konnten erst nach Wechsel des Materials fortgesetzt werden. Hierdurch verzögert sich die Fertigstellung bis November 2024. Die Gesamtkosten belaufen sich auf etwa 60 Millionen Euro.

#### Abschnitt zwischen Landshut/Essenbach und Dingolfing-Ost
Im Juni 2024 wurde die 21,5 Kilometer lange Strecke Landshut/Essenbach (B 15n) bis Dingolfing-Ost planfestgestellt. Neben der grundhaften Sanierung der Fahrbahn und dem Aufbringen eines Flüsterasphalts wird die Fahrbahn jeweils von 10 auf 12 Meter Breite erweitert. Der Beginn der Maßnahme, die mit etwa 140 Millionen Euro veranschlagt ist, ist für 2025 vorgesehen.

## Rasthöfe
Es gibt unmittelbar an der A 92 keine Tankstellen oder Raststätten. Zur Versorgung bestehen Autohöfe an Anschlussstellen der A 92, beispielsweise in Wörth an der Isar und in Pilsting.
Für eine Rastanlage Isartal zwischen Moosburg und Erding in Fahrtrichtung München hatte der Bund im März 2013 seine Zustimmung erklärt. Die Unterlagen zum Planfeststellungsverfahren lagen in der Verwaltungsgemeinschaft Wartenberg und der Gemeinde Langenpreising vom 27. Januar bis 26. Februar 2014 zur Einsichtnahme auf. Die Einwendefrist ist am 12. März 2014 abgelaufen. Geplant wurden 112 Stellplätze für Lastkraftwagen. 2023 brach die Autobahn GmbH die Planfeststellung ab. Begründet wurde dies mit dem geringeren Bedarf an Lkw-Parkplätzen und der notwendigen Erhöhung von Ladestationen für Elektrofahrzeuge. Auch der Standort der Tank- und Rastanlage wurde in Frage gestellt. Zuvor hatte der Gemeinderat von Langenpreising Widerstand gegen das Projekt angekündigt.

## Sonstiges

### Autobahnmeistereien
Zum 1. Januar 2016 lagen die Zuständigkeiten für die A 92 wie folgt:
- im Bereich Anschlussstelle Oberschleißheim (2) und Anschlussstelle Landshut-West (12) bei der Autobahnmeisterei Freising,
- im Bereich Anschlussstelle Landshut-West (12) und Anschlussstelle Landau a.d.Isar (22) bei der Autobahnmeisterei Wörth an der Isar,
- im Bereich Anschlussstelle Landau a.d.Isar (22) und Anschlussstelle Deggendorf-Mitte (29) bei der Autobahnmeisterei Pankofen/Kirchroth.

### Mautpflicht
Es besteht Mautpflicht für LKW nach dem Bundesfernstraßenmautgesetz (BFStrMG) auf dem 134,3 km langen Streckenabschnitt Autobahndreieck München-Feldmoching bis zur Anschlussstelle Deggendorf-Mitte.

### Temporärer Baustellenanschluss
Im Zuge des Baus des BMW-Logistikzentrums an der Autobahn bei Wallersdorf entstand auf dem Gelände eines stillgelegten Rastplatzes eine Baustellenein- und -ausfahrt, so dass die Baufahrzeuge nicht durch die Ortschaft fahren müssen. Nach Abschluss der Bauarbeiten wird der Anschluss wieder zurückgebaut.